# Жерар Ури
Жера̀р Урѝ (на френски: Gérard Oury, рождени имена Max-Gérard Tannenbaum, Макс-Жерар Таненбаум, фамилията на немски) е френски кинорежисьор, киносценарист и киноартист.

## Биография
Роден е на 29 април 1919 г. в Париж. Умира на 20 юли 2006 г. в Сен Тропе. Жерар Ури е участвал като актьор в 33 филма, написал е сценариите на 20 филма и е режисирал 17. 

## Филми

### Режисьор
| Година | Филм                          | Оригинално заглавие          | Бележки     |
| ------ | ----------------------------- | ---------------------------- | ----------- |
| 1965   | Глупакът                      | Le Corniaud                  | и сценарист |
| 1966   | Голямата разходка             | La Grande Vadrouille         |             |
| 1971   | Лудостта на величията         | La Folie des grandeurs       | и сценарист |
| 1973   | Приключенията на равина Жакоб | Les aventures de Rabbi Jacob |             |
| 1982   | Ас на асовете                 | L'As des as                  | и сценарист |

### Сценарист
- Бабет отива на война (Babette s’en va-t-en guerre) (1959)